# Tour de Gila 2013
La 27ª edición del Tour de Gila, se disputó desde el 1 hasta el 5 de mayo de 2013.
El recorrido, igual que en la edición anterior, contó con algo más de 500 km y 5 etapas, siendo la 1ª y la 5ª con final en alto y una contrarreloj en la tercera.
Estuvo incluida por segunda vez en el calendario del UCI America Tour dentro de la categoría 2.2.

## Equipo participantes
Participaron 21 equipos, siendo 19 estadounidenses y 2 canadienses. En total 2 fueron de categoría Profesional Continental, 8 Continental y 11 amateur y las selecciones nacionales de Colombia y México. Participando entre 4 y 8 ciclistas por equipo sumaron 152 en total, de los que acabaron 88.
| Equipos                           | Categoría               |
| --------------------------------- | ----------------------- |
| UnitedHealthcare Pro Cycling Team | Profesional Continental |
| Team Novo Nordisk                 | Profesional Continental |
| Bontrager Cycling Team            | Continental             |
| Bissell Cycling                   | Continental             |
| Optum-Kelly Benefit Strategies    | Continental             |
| 5 Hour Energy                     | Continental             |
| BMC Development Team              | Continental             |
| Jamis-Hagens Berman               | Continental             |
| Jelly Belly Cycling               | Continental             |
| Predator Carbon Repair            | Amateur                 |
| Landis-Trek                       | Amateur                 |
| Hagens Berman Cycling Team        | Amateur                 |
| California Giant-Specialized      | Amateur                 |
| Team Rio Grande                   | Amateur                 |
| Canyon Bicycles-Shimano           | Amateur                 |
| VRC-Get Crackin                   | Amateur                 |
| CashCall Mortgage Cycling         | Amateur                 |
| Stage 17-Cylance                  | Amateur                 |
| Champion System-Stan's NoTubes    | Amateur                 |

| Equipos               | Categoría   |
| --------------------- | ----------- |
| Ekoï-Devinci          | Continental |
| Trek-Red Truck Racing | Amateur     |

## Etapas
| Etapa | Fecha     | Recorrido                | Km       | Ganador           | Líder          |
| 1ª    | 1 de mayo | Silver City-Mogollón     | 151,4    | Janier Acevedo    | Janier Acevedo |
| 2ª    | 2 de mayo | Bayard-Bayard            | 122,6    | Arnaud Grand      | Janier Acevedo |
| 3ª    | 3 de mayo | Tyrone-Tyrone            | 26 (CRI) | Tom Zirbel        | Janier Acevedo |
| 4ª    | 4 de mayo | Critérium en Silver City | 69,5     | Kiel Reijnen      | Janier Acevedo |
| 5ª    | 5 de mayo | Silver City-Pinos Altos  | 161,9    | Francisco Mancebo | Philip Deignan |

## Clasificaciones

### Clasificación general
| Posición | Ciclista          | Equipo                         | Tiempo           |
| -------- | ----------------- | ------------------------------ | ---------------- |
|          | Philip Deignan    | UnitedHealthcare               | 12 h 57 min 32 s |
| 2        | Phillip Gaimon    | Bissell Cycling                | a 28 s           |
| 3        | Francisco Mancebo | 5 Hour Energy                  | a 37 s           |
| 4        | Matt Cooke        | Champion System-Stan's NoTubes | a 2 min 30 s     |
| 5        | Janier Acevedo    | Jamis-Hagens Berman            | a 3 min 25 s     |
| 6        | Gavin Mannion     | Bontrager                      | a 4 min 19 s     |
| 7        | Lucas Euser       | UnitedHealthcare               | a 5 min 05 s     |
| 8        | Carter Jones      | Bissell                        | a 1 min 56 s     |
| 9        | Tom Zirbel        | Optum-Kelly Benefit Strategies | a 5 min 38 s     |
| 10       | Nathan Wilson     | Bontrager                      | a 6 min 06 s     |

### Clasificación por puntos
| Posición | Ciclista     | Equipo           | Puntos |
| -------- | ------------ | ---------------- | ------ |
|          | Arnaud Grand | BMC Development  | 23     |
| 2        | Kiel Reijnen | UnitedHealthcare | 20     |
| 3        | Max Jenkins  | 5 Hour Energy    | 13     |

### Clasificación de la montaña
| Posición | Ciclista       | Equipo              | Puntos |
| -------- | -------------- | ------------------- | ------ |
|          | Philip Deignan | UnitedHealthcare    | 37     |
| 2        | Janier Acevedo | Jamis-Hagens Berman | 37     |
| 3        | Lucas Euser    | UnitedHealthcare    | 34     |

### Clasificación de los jóvenes
| Posición | Ciclista      | Equipo    | Tiempo           |
| -------- | ------------- | --------- | ---------------- |
|          | Gavin Mannion | Bontrager | 13 h 01 min 51 s |
| 2        | Carter Jones  | Bissel    | a 1 min 02 s     |
| 3        | Nathan Wilson | Bontrager | a 1 min 47 s     |

### Clasificación por equipos
| Posición | Equipo                 | Tiempo           |
| -------- | ---------------------- | ---------------- |
|          | UnitedHealthcare       | 39 h 04 min 56 s |
| 2        | Bissel                 | a 30 s           |
| 3        | Bontrager              | a 4 min 52 s     |
| 4        | Predator Carbon Repair | a 13 min 20 s    |
| 5        | Jelly Belly            | a 13 min 48 s    |

## UCI America Tour
La carrera al estar integrada al calendario internacional americano 2012-2013 otorgó puntos para dicho campeonato. El baremo de puntuación es el siguiente:
| Posición                | 1º | 2º | 3º | 4º | 5º | 6º | 7º | 8º |
| Clasificación final     | 40 | 30 | 16 | 12 | 10 | 8  | 6  | 3  |
| Por etapa               | 8  | 5  | 2  |    |    |    |    |    |
| Lider General por etapa | 4  |    |    |    |    |    |    |    |

### Clasificación individual
Los ciclistas que obtuvieron puntos fueron los siguientes:
| Ciclista          | Equipo                         | Puntos por la clasificación final | Puntos de etapa | Puntos de líder | Total |
| ----------------- | ------------------------------ | --------------------------------- | --------------- | --------------- | ----- |
| Philip Deignan    | UnitedHealthcare               | 40                                | 2               | -               | 42    |
| Janier Acevedo    | Jamis-Hagens Berman            | 10                                | 8               | 16              | 34    |
| Phillip Gaimon    | Bissel                         | 30                                | -               | -               | 30    |
| Francisco Mancebo | 5 Hour Energy                  | 16                                | 8               | -               | 24    |
| Matt Cooke        | Champion System-Stan's NoTubes | 12                                | 5               | -               | 17    |
| Gavin Mannion     | Bontrager                      | 8                                 | -               | -               | 8     |
| Lucas Euser       | UnitedHealthcare               | 6                                 | 2               | -               | 8     |
| Kiel Reijnen      | UnitedHealthcare               | -                                 | 8               | -               | 8     |
| Tom Zirbel        | Optum-Kelly Benefit Strategies | -                                 | 8               | -               | 8     |
| Arnaud Grand      | BMC Development                | -                                 | 8               | -               | 8     |

| Posiciones del 11º al 18º | Posiciones del 11º al 18º      | Posiciones del 11º al 18º         | Posiciones del 11º al 18º | Posiciones del 11º al 18º | Posiciones del 11º al 18º |
| Ciclista                  | Equipo                         | Puntos por la clasificación final | Puntos de etapa           | Puntos de líder           | Total                     |
| ------------------------- | ------------------------------ | --------------------------------- | ------------------------- | ------------------------- | ------------------------- |
| Luke Keough               | UnitedHealthcare               | -                                 | 5                         | -                         | 5                         |
| Benjamin Day              | UnitedHealthcare               | -                                 | 5                         | -                         | 5                         |
| Jonathan Clarke           | UnitedHealthcare               | -                                 | 5                         | -                         | 5                         |
| Chris Baldwin             | Bissel                         | -                                 | 5                         | -                         | 5                         |
| Carter Jones              | Bissel                         | 3                                 | -                         | -                         | 3                         |
| Eric Young                | Optum-Kelly Benefit Strategies | -                                 | 2                         | -                         | 2                         |
| Silvan Dillier            | BMC Development                | -                                 | 2                         | -                         | 2                         |
| Max Jenkins               | 5 Hour Energy                  | -                                 | 2                         | -                         | 2                         |

### Clasificación por equipos
- Nota:Sólo se computan equipos registrados en la Unión Ciclista Internacional.

| Equipo                         | Puntos |
| ------------------------------ | ------ |
| UnitedHealthcare               | 73     |
| Bissel                         | 38     |
| Jamis-Hagens Berman            | 34     |
| 5 Hour Energy                  | 26     |
| Optum-Kelly Benefit Strategies | 10     |
| BMC Development                | 10     |
| Bontrager                      | 8      |

### Clasificación por países
Los países que obtuvieron puntos fueron los siguientes:
| País           | Puntos |
| -------------- | ------ |
| Estados Unidos | 106    |
| Irlanda        | 42     |
| Colombia       | 34     |
| España         | 24     |
| Suiza          | 10     |

1. 1 2 3  Sus puntos van a la clasificación por países del UCI Europe Tour.